# ایندیناویر
ایندیناویر (انگلیسی: Indinavir) با نام تجاری Crixivan، ساخته شده توسط شرکت مرک اند کو. یک مهارکننده پروتئاز است که به عنوان بخشی از درمان ضد ویروسی بسیار فعال برای درمان اچ‌آی‌وی/ایدز به کار می‌رود. این پودر سفید محلول به صورت خوراکی در ترکیب با سایر داروهای ضد ویروسی تجویز می‌شود. این دارو از عملکرد طبیعی پروتئاز جلوگیری می‌کند. در نتیجه، ویروس‌های HIV نمی‌توانند تکثیر شوند و باعث کاهش بار ویروسی می‌شود. ایندیناویر تجاری که به فروش می‌رسد ایندیناویر بدون آب است که با یک آمین اضافی در ستون فقرات هیدروکسی اتیلن ایندیناویر است. این امر حلالیت و فراهمی زیستی آن را افزایش می‌دهد و مصرف آن را برای کاربران آسان می‌کند. این ماده به منظور مهار پروتئاز در ویروس HIV به صورت مصنوعی تولید شد.
در حال حاضر، استفاده از آن در درمان ایدز به دلیل عوارض جانبی آن سفارش نمی‌شود. افزون بر این، به دلایل فراوانی از توسعه آن تا استفاده از آن بحث‌برانگیز است.
این دارو در سال ۱۹۹۱ ثبت شد و در سال ۱۹۹۶ برای کاربرد پزشکی تأیید شد.

## کاربرد پزشکی
ایندیناویر ایدز را درمان نمی‌کند، اما با کند کردن پیشرفت بیماری می‌تواند طول عمر فرد را برای چندین سال افزایش دهد. نوعی از ایندیناویر که به‌طور گسترده مورد استفاده و ایجاد شده توسط شرکت مرک است، سولفات ایندیناویر است. قرص‌ها از نمک‌های سولفات ایجاد شده و در دوزهای ۱۰۰، ۲۰۰، ۳۳۳ و ۴۰۰ میلی‌گرم ایندیناویر به فروش می‌رسند. معمولاً به عنوان یکی از سه دارو در درمان ترکیبی سه‌گانه برای ویروس HIV استفاده می‌شود.
کپسول‌های تجاری موجود باید در دمای ۱۵ تا ۳۰ درجه سانتی‌گراد نگهداری شوند؛ همچنین باید در ظرف محکم نگهداری شود تا از رطوبت دور باشد؛ بنابراین، پیشنهاد می‌شود که کاربران قرص‌ها را در بطری تهیه شده توسط سازنده نگهداری کنند و مواد خشک‌کننده را حذف نکنند.

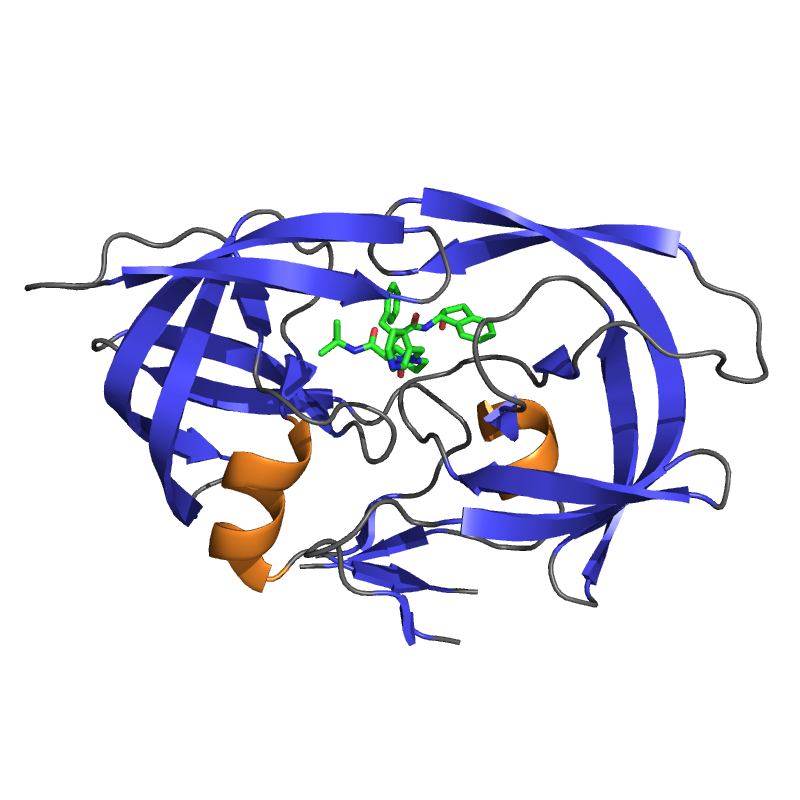
کمپلکس پروتآز HIV-1 با ایندیناویر. PDB entry

ایندیناویر پس از مصرف به سرعت از بین می‌رود. ایندیناویر بدون افزایش نیاز به دوز بسیار دقیق ۴۰۰ میلی‌گرم هر هشت ساعت برای جلوگیری از ایجاد جهش‌های مقاوم در برابر HIV از جمله مقاومت در برابر سایر مهارکننده‌های پروتئاز دارد. ایندیناویر تقویت شده به دو کپسول ایندیناویر ۴۰۰ میلی‌گرم با ۱ تا ۲ کپسول ۱۰۰ میلی‌گرم ریتوناویر دو بار در روز نیاز دارد. در هر دو مورد، داروها باید با آب فراوان یک یا دو ساعت بعد از غذا مصرف شوند. پیشنهاد می‌شود که مصرف‌کنندگان دست‌کم ۱٫۵ لیتر آب و مایعات در روز در هنگام مصرف دارو بنوشند. مصرف‌کنندگان مواد مخدر باید مصرف آب خود را به دلیل حلالیت کم ایندیناویر که می‌تواند باعث متبلور شدن آن شود، به میزان قابل توجهی افزایش دهند. محدودیت‌هایی در مورد نوع غذا که ممکن است همزمان با درمان ایندیناویر تقویت نشده مصرف شود وجود دارد. افزون بر این، به دلیل بار قرص و خطر سنگ کلیه، دیگر در ایالات متحده برای استفاده در درمان‌های اولیه پیشنهاد نمی‌شود.

## مقاومت ویروسی
بسیاری از مردم در مورد امیدوار بودن بیش از حد به ایندیناویر به دلیل وقایع قبلی که با زیدوودین اتفاق افتاده بود، تردید داشتند. مقاومت ویروسی در برابر دارو باعث می‌شود که دارو بی‌فایده شود زیرا ویروس تکامل یافته و دارای سلول‌هایی است که قادر به مقاومت در برابر مهارکننده پروتئاز هستند. به منظور جلوگیری از این امر تا حد ممکن، برای مصرف‌کنندگان مهم است که به‌طور مداوم مقدار دقیق دارو را در زمان‌های اختصاصی مصرف کنند. این ترس از مقاومت ویروسی باعث شد بسیاری از مصرف‌کنندگان نسبت به این دارو احتیاط کنند.

## عوارض جانبی
شایع‌ترین عوارض جانبی ایندیناویر عبارتند از:
- اختلالات گوارشی (درد شکم، اسهال، تهوع و استفراغ)
- ضعف عمومی و خستگی
- نفرولیتیازیس/سنگ کلیه (تشکیل سنگ کلیه) که گاهی اوقات ممکن است منجر به شرایط شدیدتری از جمله نارسایی کلیه شود.
- تغییرات متابولیک شامل هیپرلیپیدمی (افزایش کلسترول یا تری‌گلیسیرید) و افزایش قند خون
- تغییرات در شکل بدن (لیپودیستروفی)، که در اصطلاح عامیانه با نام شکم کریکس شناخته می‌شود.[۵]
- افزایش سطح بیلی‌روبین، باعث زرد شدن پوست و بخش‌های سفید چشم می‌شود.[۶]
- تولید اکسید نیتروژن ادرار را مهار می‌کند و ممکن است تولید اکسید نیتریک را مهار کند.[۷]
- ناهنجاری‌های کلیوی، لکوسیتوری استریل و کاهش تراوش مواد از نوع کراتینین.[۸]
- عملکرد اندوتلیال را در مردان سالم HIV منفی به هم می‌زند و ممکن است بیماری تصلب شرایین را تسریع کند.[۹]